# Cynortula wheeleri
Cynortula wheeleri is een hooiwagen uit de familie Cosmetidae.